# Saint-Jores
Saint-Jores ist eine Ortschaft und eine ehemalige französische Gemeinde mit 375 Einwohnern (Stand: 1. Januar 2022) im Département Manche in der Region Normandie.
Mit Wirkung vom 1. Januar 2016 wurden die früheren Gemeinden Lithaire, Coigny, Prétot-Sainte-Suzanne und Saint-Jores zu einer Commune nouvelle mit dem Namen Montsenelle zusammengelegt und haben in der neuen Gemeinde den Status einer Commune déléguée. Der Verwaltungssitz befindet sich im Ort Lithaire.

## Lage
Nachbarorte sind Prétot-Sainte-Suzanne im Nordwesten, Coigny im Norden, Baupte im Nordosten, Auvers im Osten, Gorges im Südosten und Le Plessis-Lastelle im Südwesten.

## Bevölkerungsentwicklung
| Jahr      | 1962 | 1968 | 1975 | 1982 | 1990 | 1999 | 2007 | 2015 |
| --------- | ---- | ---- | ---- | ---- | ---- | ---- | ---- | ---- |
| Einwohner | 426  | 485  | 514  | 456  | 426  | 462  | 367  | 363  |

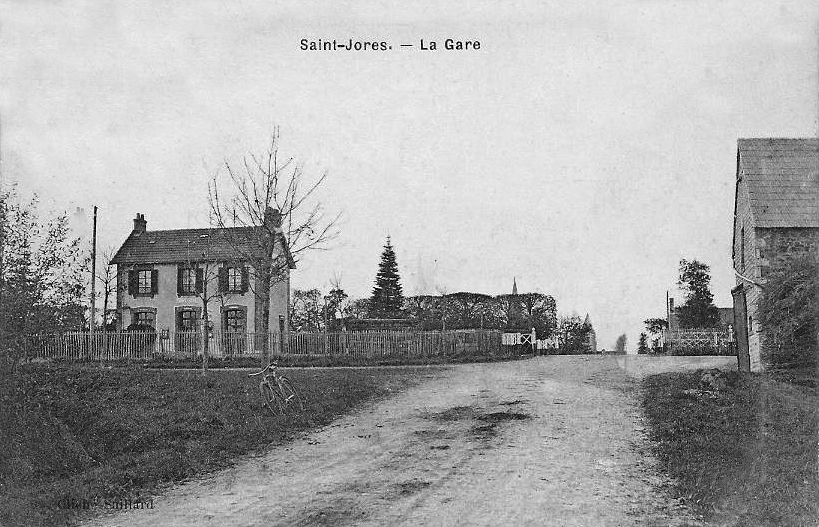
Ehemaliger Bahnhof von Saint-Jores
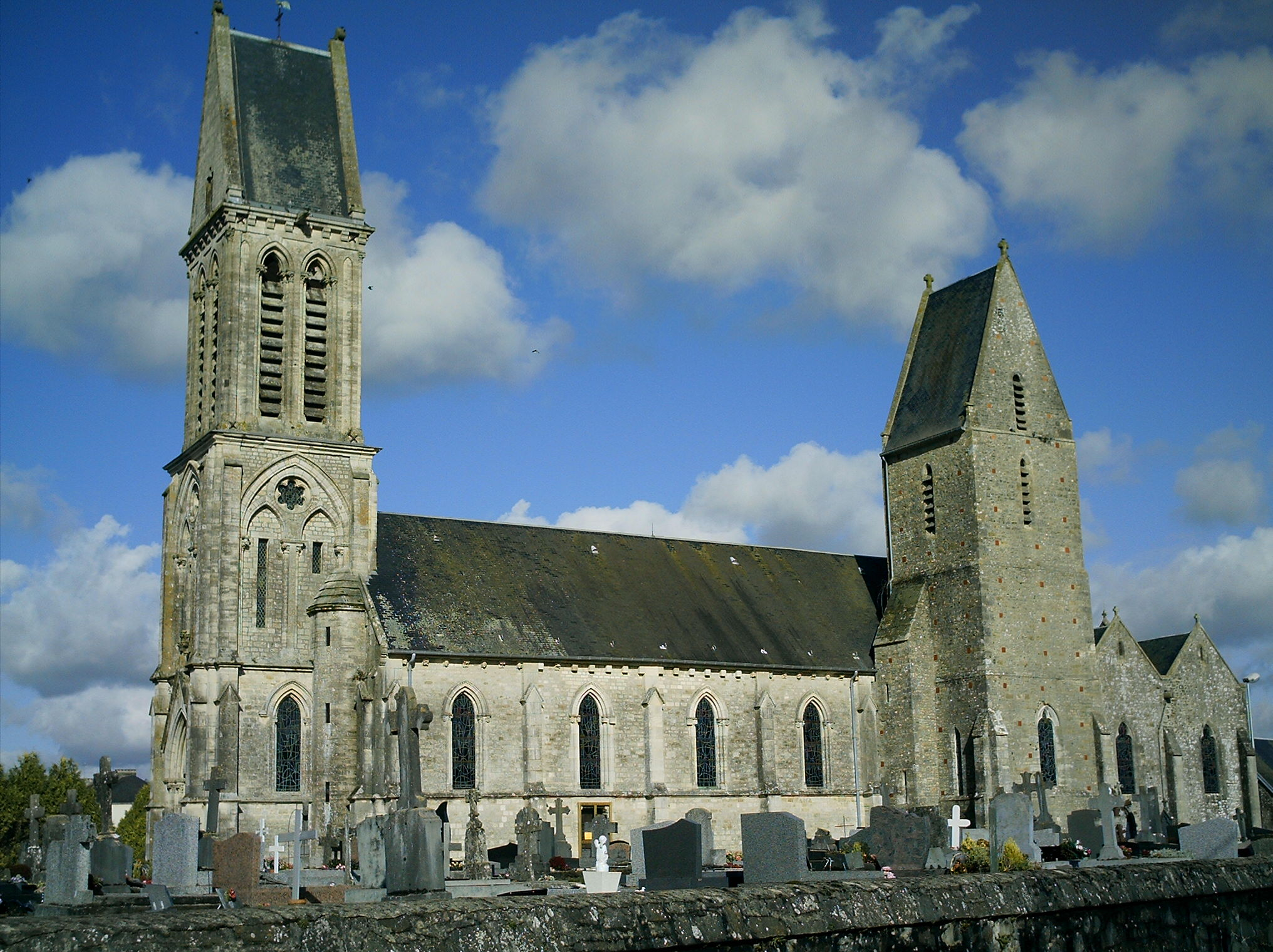
Kirche Saint-Georges